# タイルフィッシュ (潜水艦)
タイルフィッシュ (USS Tilefish, SS-307) は、アメリカ海軍の潜水艦。バラオ級潜水艦の一隻。艦名はキツネアマダイ科の総称に因んで命名された。

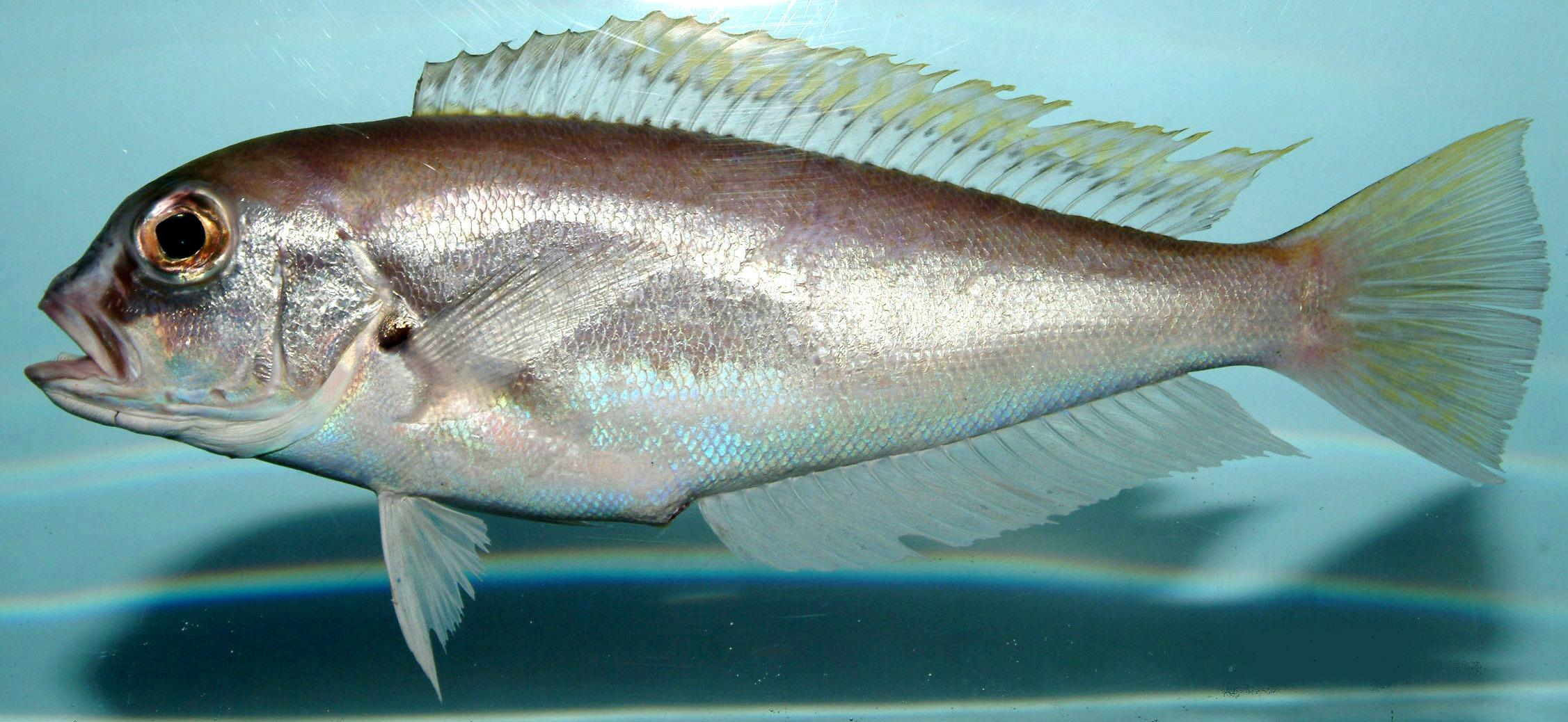
ナミダアマダイ（Anchor tilefish）

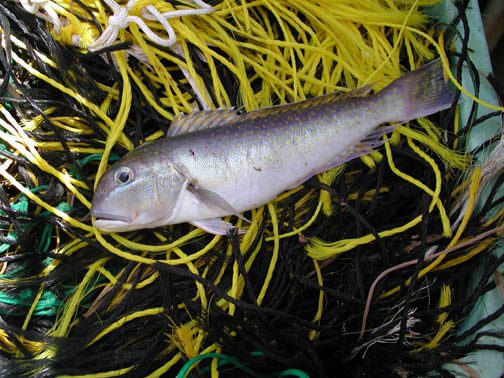
ゴールデン・タイルフィッシュ（Golden tilefish）

## 艦歴
タイルフィッシュは1943年3月10日にカリフォルニア州ヴァレーホのメア・アイランド海軍造船所で起工した。10月25日にウィルソン・D・レゲット夫人によって命名、進水し、12月28日に艦長ロジャー・マイヤーズ・キースリー少佐（アナポリス1935年組）の指揮下就役する。1944年2月から3月にかけてカリフォルニア沖で整調した後、真珠湾に回航された。

### 第1、第2の哨戒 1944年4月 - 8月
4月3日、タイルフィッシュは最初の哨戒で日本近海に向かった。「ヒットパレード」との俗称がつけられていた本州の東岸沿いを哨戒をしたが、航空機は発見するものの肝心の艦船は発見できなかった。おまけに音響測深機の調子がいまひとつな上に霧と曇天に悩まされた。5月11日、タイルフィッシュはようやく最初の獲物たる小さな輸送船団を発見し、魚雷を発射した。魚雷は客船のブリッジ下で爆発したように見えたが、その直後から護衛艦による爆雷攻撃を受けた。タイルフィッシュは安全深度より深い180メートルの深度に潜んで、攻撃をやり過ごした。その後、5月19日と20日に北マリアナ諸島海域で哨戒を続けたが、結局獲物には恵まれなかった。5月29日、タイルフィッシュは54日間の行動を終えてマジュロに帰投。潜水母艦ブッシュネル (USS Bushnell, AS-15) による整備を受けた。
6月22日、タイルフィッシュは2回目の哨戒で潜水艦ソーフィッシュ (USS Sawfish, SS-276) 、ロック (USS Rock, SS-274) とウルフパックを構成しルソン海峡方面に向かった。担当海域に着くと、タイルフィッシュはバタン諸島とバシー海峡の間を哨戒した。7月18日、タイルフィッシュは北緯26度56分 東経119度58分 / 北緯26.933度 東経119.967度の地点でヒ69船団を発見し、僚艦とともに攻撃した。10時50分、タイルフィッシュの視界内に対潜掃討中の第17号海防艦が入ってきた。タイルフィッシュは魚雷を6本発射し、うち1本が第17号海防艦の艦首に命中し大破させた。タイルフィッシュは航空機の制圧を受ける前に深く潜航。9分後に潜望鏡深度に浮上して観測すると、何も見えなかった。タイルフィッシュは「駆逐艦1隻撃沈」と判断した。その後、台湾東岸を哨戒していたが、付近を遣独潜水艦作戦から帰還途中の伊29が通過することが判明し、予想針路に近かったタイルフィッシュ以下のウルフパックにその捕捉が命じられた。7月25日、タイルフィッシュはマニラ西方800マイル地点で伊29と接触し、追跡したものの数多の妨害により攻撃できず、翌26日16時45分にソーフィッシュが伊29を撃沈した。7月31日にも輸送船団を発見したが、良い攻撃位置をとることができなかった。タイルフィッシュは帰途にミッドウェー島に寄港。8月15日、タイルフィッシュは55日間の行動を終えて真珠湾に帰投した。

### 第3、第4の哨戒 1944年9月 - 1945年1月
9月10日、タイルフィッシュは3回目の哨戒で千島列島およびオホーツク海方面に向かった。哨戒は9メートルから12メートルほどの大波によって翻弄されたが、9月23日にトロール船を砲撃により撃沈。10月3日、タイルフィッシュは単冠湾に侵入して2隻の小型貨物船を攻撃した後、10月6日にもう2隻の船舶に対しても攻撃した。10月16日には、松輪島北北西5海里の地点で特設監視艇第弐共和丸（加藤文吉、108トン）を撃沈した。10月24日、タイルフィッシュは44日間の行動を終えてミッドウェー島に帰投した。

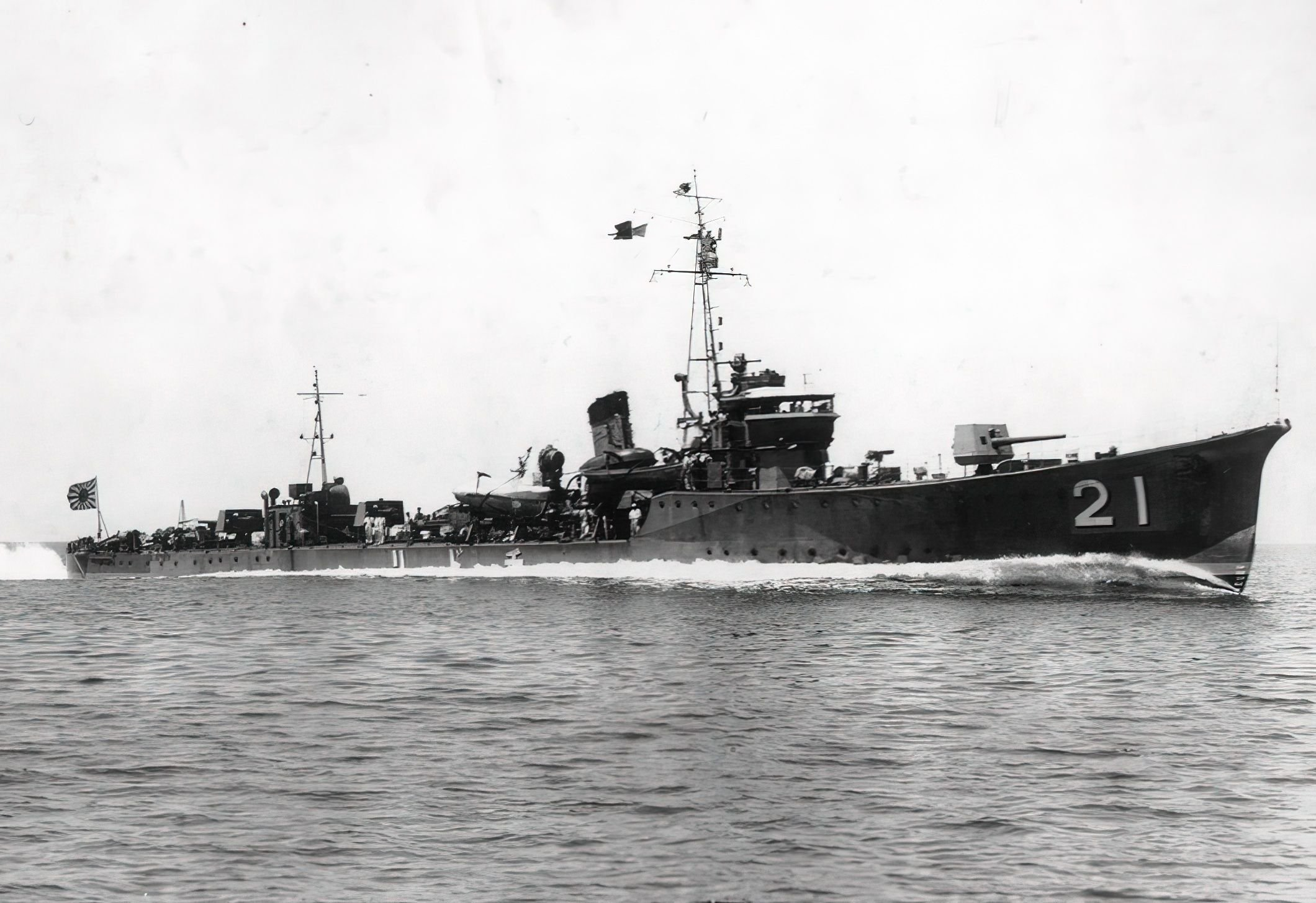
水雷艇「千鳥」（1934年）

11月15日、タイルフィッシュは4回目の哨戒で千島列島方面に向かった。この哨戒でも前回と同様に悪天候に悩まされ、しばしば潜航して悪天候から逃れていた。オホーツク海に入った11月25日ごろには、雪が混じるようになり、正確な目標判別も困難となって哨戒行動は一段と厳しくなった。タイルフィッシュは哨区をはるか南に変更することとなり、野島埼灯台付近で艦船攻撃に加えて搭乗員の救助任務に就くこととなった。12月16日までには到着し、哨戒を再開させた。12月22日朝、タイルフィッシュは御前崎南方で水雷艇千鳥を発見し撃沈した。タイルフィッシュは千鳥を古鷹型重巡洋艦と判断していた。タイルフィッシュは反撃をかわした後、12月24日に哨区を去った。1945年1月2日、タイルフィッシュは48日間の行動を終えて真珠湾に帰投。潜水母艦オライオン (USS Orion, AS-18) による補修を受けた。艦長がワルター・F・シュルツ・ジュニア（アナポリス1936年組）に代わった。

### 第5、第6の哨戒 1945年1月 - 9月
1月31日、タイルフィッシュは5回目の哨戒で潜水艦ピート (USS Peto, SS-265) 、スレッシャー (USS Thresher, SS-200) とウルフパックを構成し南西諸島方面に向かった。2月13日にサイパン島に寄港した後、奄美大島近海で哨戒を開始した。この哨戒では艦船攻撃と搭乗員救助の2つの任務が課せられていた。タイルフィッシュは2月28日朝に90トンほどのサンパンを撃沈した後、翌3月1日には艦の右舷側に不時着水した空母ハンコック (USS Hancock, CV-19) 機の搭乗員を救出した。3月4日にトロール船を撃沈した後、翌3月5日にはトカラ列島近海で那覇から鹿児島に向かっていたナカ303船団を発見。10時42分に最初の攻撃で杭州丸（大阪商船。2,812トン）に向けて魚雷を発射したが、回避されてしまった。続く2度目の攻撃で第15号掃海艇に向けて魚雷を4本発射。うち1本が艦尾に命中し、航行不能となった。第15号掃海艇は僚艦に曳航された諏訪之瀬島の入り江に到着したが、結局座礁して放棄された。3月10日から19日にかけては名古屋大空襲をはじめとするB-29への支援に従事。3月22日に東京湾口の偵察を終えた。3月29日、タイルフィッシュは56日間の行動を終えてミッドウェー島に帰投。サンフランシスコに回航されてオーバーホールに入った。
8月2日、タイルフィッシュは6回目の哨戒で東シナ海に向かった。8月15日の太平洋戦争終結時、タイルフィッシュは琉球諸島沖で航空機部隊の救助任務にあたっていた。タイルフィッシュは救助任務および哨戒を戦争終結後も継続。9月7日、タイルフィッシュは33日間の行動を終えた。
タイルフィッシュは第二次世界大戦の戦功で5個の、朝鮮戦争の戦功で1個の従軍星章を受章した。

### 戦後
タイルフィッシュは真珠湾を経由し、1946年始めにサンフランシスコに帰投。その年のほとんどを西海岸沖での作戦活動に費やした。5月にウルフパック訓練に参加し、9月には廃船スカイラー・コルファクスを目標として訓練を行った。10月に短期間のハワイ訪問を行い、その後西海岸に戻った。1947年1月から1950年9月までタイルフィッシュはカリフォルニア沿岸で作戦活動を続けた。この間、西海岸沖での艦隊演習に参加した。朝鮮戦争が始まると、タイルフィッシュはその支援のため、1950年9月5日に真珠湾から日本に向けて出航した。9月28日から1951年3月24日まで日本の沖合で作戦活動に従事し、韓国海域で国連軍の支援のため哨戒を行った。その後、ソ連海軍の海上輸送活動を警戒してタイルフィッシュは宗谷海峡の偵察を行った。任務を完了するとタイルフィッシュはハワイ海域および西海岸で通常の作戦任務を再開し、活動は1957年まで継続された。この間の任務におけるハイライトはハワイ海域での船団攻撃演習と、1956年6月前半のメキシコ、アカプルコへの親善訪問であった。オーバーホールおよび限定就役状態後、タイルフィッシュは1957年4月に極東水域での活動を再開した。この配備中、日本本土および沖縄の港に対して親善訪問を行い、1957年9月27日にカリフォルニア州サンディエゴで任務を完了した。1958年9月16日、タイルフィッシュは真珠湾を経由してミッドウェー島およびマーシャル諸島に向かう。水路局から派遣された地球物理学者4名を乗艦させ、エニウェトク環礁、ウェーク島、ミッドウェー島の海中調査を3ヶ月間行う。1958年12月5日にサンディエゴに帰還し、不活性化の準備に入る。タイルフィッシュは1959年10月12日に退役し、サンフランシスコ海軍造船所でオーバーホールが行われた。1960年1月30日に再就役したが、4ヵ月後の5月に退役した。タイルフィッシュは1960年12月1日に除籍され、ベネズエラ政府に売却された。

### ベネズエラ海軍で
売却後のタイルフィッシュは、ベネズエラ海軍でカリテ (ARV Carite, S-11) と改名され、同海軍で16年間活動した。その後、カリテは1977年1月28日にベネズエラ海軍を退役し、同型艦の予備部品として使用された。

## 登場作品
『マーフィの戦い』
オリノコ川に隠れるUボートとしてタイルフィッシュが登場している。Uボート役を演じるため、セイル後方部分には「シガレット・デッキ」が取り付けられ、ダズル迷彩が施された。